# Monte del Descanso
Monte del Descanso (en hebreo: הר המנוחות, Har HaMenuchot; también conocido como Cementerio de Givat Shaul) es un monte y el cementerio más grande de Jerusalén, en Israel. Se encuentra en el límite occidental de la ciudad, junto al barrio de Givat Shaul, con vistas impresionantes a Mevaseret Sion, al norte, Motza hacia el oeste, y Har Nof, al sur.
Cuando Har HaMenuchot abrió sus puertas en 1951, amplió en gran medida la capacidad de Jerusalén para los entierros, ya que el único otro cementerio grande disponible hasta ese momento era el cementerio con siglos de antigüedad en Har HaZeitim (el Monte de los Olivos). En la actualidad, los entierros se realizan en Har HaMenuchot, Har HaZeitim, y en el pequeño cementerio Sanhedria cerca del centro de la ciudad.